# 高野音彦
高野 音彦（たかの おとひこ、1977年12月12日 - ）は、日本のイラストレーター。茨城県出身、東京都在住。創作系サークル「icenotes」（旧「christmas note」）主宰。

## 人物
独特の色使いの繊細なイラストで知られる。漫画作品は、同人誌に付された「songbook」との表現にも見られる様に、詩的な雰囲気を持つものが多い。
高校時代、娯楽のない寮生活の中で絵を描き始める。その後アニメ専門学校などを経てアニメ制作会社に入るも1年ほどで退社。続いて入った会社も、扱うものが車の3DCGばかりであったため、苦痛になりフリーに転向。
音楽好きであり、その一端は同人誌『UKULELE NOTE』がウクレレの楽しさを伝えたい為に作った本であることなどに見える。その他にも音楽・楽器についての言及や逸話が多い。またギターやヴァイオリン、ティン・ホイッスルなど様々な楽器を所有する。この様に音楽が好きなのは、それぞれトランペット・ピアノを趣味とする父母の影響であり、作風の根幹には音楽があるとインタビューで語っている。
メイド好きとしても知られ、『電撃ヴんこ』（2003）に掲載された『リバーズ・エンド』番外編「めいどきっさばんざい」は、それを知る橋本紡によるものである。ただし本人は、記号化された、所謂「メイド萌え」などではなく、あくまで絵の世界観・感情を重視するものであるとする。
二人組み音楽ユニットClariSのイメージイラストの多くを担当している。
魚介類が苦手で食べられない。

## 作品

### 小説挿画など
- 橋本紡『リバーズ・エンド』シリーズ（電撃文庫）, メディアワークス, 2001-2004.（カバー装画・口絵・挿画）
- 米澤穂信『愚者のエンドロール』（角川スニーカー文庫＜スニーカー・ミステリ倶楽部＞）, 角川書店, 2002.（カバー装画）[3]
- 桜庭一樹『推定少女』（ファミ通文庫）, エンターブレイン, 2004.（カバー装画・口絵・挿画）
- 山科千晶『つきこい』（電撃文庫）, メディアワークス, 2007.（カバー装画・口絵・挿画）

### 画集など
- 『君と僕の歌 world's end』（電撃文庫ビジュアルノベル）, メディアワークス, 2004.（著・橋本紡）ISBN 4840225273
- 『高野音彦画集 river's end』, メディアワークス, 2004.ISBN 4840227667

### 同人誌
2005年以降のサークル名は「icenotes」。
- 『Duplicate』1999.
- 『Pray』(christmas note sketchbook), 2000.（ラフイラスト集）
- 『PLANETARIUM』(christmas note songbook 0), 2000.
- 『UKULELE NOTE』(christmas note / icenotes console), 2003.
- 『I am a kitten』, 2004.（椎名麻子との合同誌。漫画「猫になりたくない」収載。）
- 『おわりのあと』(icenotes songbook #01), 2005.
- 『AQUARIA』(icenotes songbook #02), 2006.